# Cordillera de Pirulil
La cordillera de Pirulil es una cordillera en el oeste de la Isla Grande de Chiloé, en el sur de Chile. Se ubica junto a la costa del océano Pacífico y forma parte de la cordillera de la Costa.  

## Descripción
Se emplaza entre el lago Cucao, que la separa de la cordillera del Piuchén, y el golfo de Corcovado, con una anchura de 10 km, siendo el último cordón montañoso de importancia orográfica de la cordillera costera. Alcanza los 411 m s. n. m. de altura en los cerros del lago Emerenciana y los 298 m s. n. m. en el cerro Quilán.
Inmediatamente al sur del lago Cucao, la cordillera se configura como pequeñas colinas estructuradas en areniscas miocénicas que han sido víctimas de la erosión glacial. Al sur del río Pumol, la cordillera se va estrechando, reduce aún más su altitud, y es aborregada por glaciares y lagos hacia el este. Hacia los 43°20′ S, la cordillera desaparece en el golfo de Corcovado, por la tectónica del hundimiento y por la erosión glacial

## Ecología
Parte importante de la cordillera se encuentra protegida en parques privados, como el Tepuhueico (por el norte) y el Tantauco (extremo sur). En el primero de estos, la destrucción por incendios forestales de las partes altas de la cordillera transformó a los bosques siempreverdes en bosques achaparrados dominados por tepúes y canelos. Además existen algunas zonas planas en las cimas, las cuales están saturadas por la acumulación de aguas, configurándose como turberas.